# فهد بن سعيد
فهد بن سعيد (1941 - 4 مايو 2003)، فنان شعبي سعودي. أحد أهم الأسماء في الأغنية الكلاسيكية السعودية. ويلقب بـ (وحيد الجزيرة). ولد في مدينة الدلم في منطقة الرياض، وانتقل إلى منطقة القصيم بعد اعتزاله. بلغ أوج نجوميته بين الأعوام (1960 - 1985)، لكنه اعتزل الغناء في سنة 1991 لأسباب دينية. توفي عام 2003 ودفن في مقبرة الموطأ في مدينة بريدة.

## عن حياته
قبل اعتزاله، يعتبر من أهم الأسماء في تاريخ الأغنية الكلاسيكية السعودية. دخل الفن عن طريق عبد الله السلوم وسليمان بن حاذور عام (1959م)، مارس نغم الحرمان والوحدة في معظم أغانيه حتى أصبح ماهرا في عزف العّود وقدم فكرة واختراعه في العزف وفي صناعة التوليف الجزئي لأوتار العود.
دائما ما يقول بأني أول من عزف العود على (الشرارة) ويقصد بها الوتر السادس في السعودية، فهد بن سعيد المعتزل عن الفن قبل وفاته بسنوات. (وحيد الجزيرة) لقب استعاره من عبد الله السلوم المعلم الأول له قبل بزوغ نجمه في عالم الفن السعودي والخليجي حينما كان يلقب (فتى الوادي)، ألهم القلوب بسحر أغانيه ومخزونه التراثي العميق.
عبد الله بن سعيد الدوسري الأب لفهد كان مقيماً في القصيم آنذاك للاستفادة من التجارة بأنواعها وقربه أيضا لجدته الوحيدة، وبعد وفاة أبيه وهو صغير انتقل مع والدته من (آل السيف) من الخرج إلى الرياض، لتتغير حياته بشكل استثنائي. قال في أحد الحوارات المسجلة: (بأن والده كان شديداً عليه وبعد وفاة والدته عاش وحيداً تائهًا تتلقفه صحاري وبيوت نجد وهَجِيرُهَا.؟!.)، أب وأم وأعمام وخوال وأجداد وإلى آخره من الأسرة، يفتقدهم في حياته حتى إخوته لا يعرفهم، ظل وحيداً شاعرا مطربا حزينا صنعته الوحدة والضياع وظروف الحياة.
في عمر الثامنة يغني منفرداً مع الأسطوانات، ولكن استهزاء أصحابه أتى برد فعل عكسي وهي الاستمرارية لينتقل إلى عالم النجومية بعد سنوات.

### اسم مستعار
فهد بن عبد الله بن سعيد الدوسري، قال: (إني اخترت اسم فهد بن سعيد ليكون بعيداً عن اسمي) وبحجة (العادات والتقاليد) التي كادت أن تقتل موهبته، رفضت والدته أن يمارس الفن باسمه الحقيقي واحترم ذلك الرأي بعد وفاتها، لكنه استخدم فهد بن سعيد أو لقب (فتى الوادي) المدلل في اسطواناته الأولى ثم بعد ذلك (وحيد الجزيرة).

### أول عود في حياته
بعد وفاة أمه- عزف على (السمسمية) لكنه أغرم بآلة (العود) بعدما سمع مجموعة من الشباب يعزفون عليه في (رُوَشن) أحد المنازل عندما كان يعمل في نخل تابع لهم، هنا بدأ يزور ذلك المنزل ليستمع إلى العود الذي داعب إحساسه، عندها جمع مالا من عمله في النخل قبل أن يذهب لشراء (العّود) من الطائف في رحلة برية لمدة (خمسة أيام) وهو في سن (13 عاما)، بعد سنوات عاد لذلك المنزل ليسمعهم (عزفه) وكان من بينهم فهد جابر الذي كان يعمل في أمارة مدينة الرياض- قسم المالية، حينها نقله إلى مجلس الشاعر سليمان بن حاذور في (حوطه خالد) بوسط الرياض وعرفه على عبد الله السلوم في (العجلية) بالرياض، فاتخذ من فرقتهم مرتكزاً هاماً لإبداعه الغنائي حتى أصبح صورةً جميلة لصوت عبد الله السلوم (أبو وحيد) أو (وحيد الجزيرة) الذي سمح لفهد أن يتقلد لقب (وحيد الجزيرة) حبا وتنبؤا له.
معاناة فهد بن سعيد وهو صغير خلدت اسماً رائعاً ومبدعاً في عالم الغناء والموسيقى والعزف، حتى قال: (ان حياتي في الطفولة كانت مرتبطة مع الفوضى والضياع)، ولأن والده كان بعيداً في منطقة القصيم قبل وفاته فان فهد امتهن بعض الحرف اليدوية ليعيل أمه قبل وفاتها (1953م).
ولد فهد بن سعيد في العام في (1360هـ /1939م) المسجل في التابعية، وكانت حياته مليئة بالفوضى والترحال لكنها كانت تعطيه مداداً للإبداع والطرب، الحزن غَلُبَ عليه فحياته كانت فواصل من الدراما التراجيدية التي ترافقه منّذ كان صغيراً، لذا سيطرت على معظم أغانيه، لكن المداد الأهم والغذاء الروحي استلهمه ابن سعيد بحس راق في الكلاسيك، بعدما أيقن في منزل سليمان بن حاذور ب (حوطه خالد) وسط الرياض، انه المركز الأهم لإبداعه الشعري وتدوينه على السامر وكذلك هي مدرسة السلومَ الغنائية، هي كانت تلك الاجتماعات الثقافية التي أفرزت اسطوانته الأولى.
المثل في الفن والأساتذة
كان دائما يقر بما يقدمه الأستاذ عبد الله السلوم من دعم فني وألحان دون مقابل حتى قال: (انه المعلم الأول في نجد وهو الذي كان ينوط لي الأغاني وهو من أعطاني لقب (وحيد الجزيرة بعدما كان لقبه)، كما هو الحال للفنان أبو سعود الحمادي المثقف بينهم وكذلك (العازف الماهر) صليح الفرج (رحمهم الله) الذي عزف لابن سعيد أغنية (ياصاحبي ما بالمحبة) و(يا عاذل المبلي) ورافقه أبن سعيد على الكمان حينها وهو يغني، لكنه تأثر سماعياً بسالم الحويل وسلامة العبد الله في بداياتهما الفنية، يقول: (ان الفن الشعبي هو الأصل في السعودية ويجب أن نحارب من أجل بقائه، وان التطوير ليس بوضع الكوبليهات إنما بنقلها من مرحلة إلى أخرى)، هو الذي احتفظ بقالبه المميز (الفن الشعبي) وقال: (انه امتداد للتراث وهو يُردَد من مئات السنين، فيجب علينا إبرازه).
الأسطوانة (لم تنجح)
اعتزازه دائما بالشاعر سليمان بن حاذور الذي تعلم منه أصول السامري وتغنى بأكثر من (40) قصيدة له، يقول ابن سعيد: (ان لدى ابن حاذور أكثر من أربعين جلسة لي لم تر النور)، في البداية سجل أول اسطوانة وهو (صغير) بعد وضوح بصوته في أغنية (زمة نهد والعيون السود) (1959 م).لابن حاذور ولم تنجح وتلتها أكثر من ست أسطوانات هي أيضا من كلمات ابن حاذور لكنها لم تنجح.
محاولة اليأس
يعتبرها فهد بن سعيد المحاولة الأخيرة بعد فشل أكثر من (6 أسطوانات)، فقدم أسطوانة (فكرت والمكتوب) (1964 م)، سامرية من كلمات سليمان بن حاذور وقدمها على أكمل وجه كما يقول بعد أن أخذ الدور كاملا ونضج صوته واكتمل، وقد تواجد معه أثناء التسجيل الفنان منصور العجيبان، حيث طبعت ب (5000) اسطوانة، وبيعت كل اسطوانة ب (30) ريالا لدى (اسود فون)، واستمرت طباعتها إلى ان دخل كاسيت المكسيل عام (1971 م).
لبنان- (ليه الزعل)
سافر فهد بن سعيد إلى جمهورية لبنان في العام (1966 م)، وتعتبر السفرة الأولى في حياة ابن سعيد خارج الوطن وسجل حينها مجموعة أغان منها: (خل الزعل) للشاعر فهد ابن علوش و(عيت عيوني) للشاعر سعد بن دحيم مع الفرقة اللبنانية بقيادة عبود عبد العال، ونجحت تلك الاسطوانة كثيراً.

### ما بعد لبنان
اسطوانة (خلاص من حبكم) للشاعر محمد الجنوبي وألحان عبد الله السلوم، ونجحت حتى وصلت عربياً، ثم تبعها بجلسة تسمى جلسة السلوم وهي على عدة اسطوانات لدى (إبراهيم العجيان) والتي ضمت العديد من الأغاني الشهيرة منها (عشرة سنين) للشاعر ناصر بن درعان و(ياعيون الشقاوي) و(خلوني ابكي) و(لأجل الله) و(سهرت الليل ياليلي) و(مخطور) للشاعر سعد بن دحيم وغيرها وهي من ألحان عبد الله السلوم الذي رافقه بعزف الكمان، وكانت تلك الاسطوانات هي التأكيد على السيطرة الكاملة على سوق الاسطوانات مبعداً كل الفنانين.

### شعراء مرحلة الاسطوانات
من علمه أصول السامري سليمان بن حاذور ولازمه كثيرًا، ثم سعد بن فهد دحيم ابن شاعر الملك عبد العزيز، وقدم مجموعة كبيرة من الأغاني منها (شفت ياناس زول) و(عافت النوم عيني) و(ومخطور) و(حسيبك زمانك)، أيضًا الشاعر (المشتاق) محمد بن ضاحي العتيبي ولازم ابن سيعيد منّذ ان كان في (20 عاما) وقدم مجموعة كبيرة منها: (الا واعذابي)، (كلنا لك)، (الا ياربيع العمر)، (الا يامن لقلب)، الشاعر محمد بن ناصر (المختار) يقول عنه ابن سعيد: (انه متمكن ولا ينسى) وقدم له العديد من الاغاني منها (الا يالله)، (صابني في زماني)، (ياهلي والقلب)، (ياناس خلوني)، وكذلك الشاعر ناصر بن شنار قدم أغاني عديدة منها (ياليت بعض العرب).

## أشهر أغانيه
- خلاص من حبكم يا زين عزلنا للشاعر محمد بن سعد الجنوبي.
- إلى متى ياحياة الروح.
- زعيم الحُب.
- فكرت والمكتوب مافيه حيله.
- على الوعد جيتكم.
- ياناس قولوا لهذا الحلو قولوا له للشاعر |  عبد الرحمن بن محمد الحامد

- سعيداً ياهلي قلبي تهنّى.
- يوم أتذكر.
- مرخوص وإسمح لنا يازين.
- ماعادني ملتفت يمّك ولا باغيك.
- نهاية حُبكم يازين.
- كتمت الحُب.
- ياعيوُن الشقاوي.
- ياحبيبي كم تعذبت بهواك.
- ياعين طول اليوم والليل تبكين.
- عافت النوم عيني.
- كلنا لك ياحبيبي.
- العباة الرهيفة.
- ضاق صدري وعيني.
- سواد الليل جلاب الهموم.
- الحذر ما يمنعك من القدر.
- الحق وعجل.
- لا واعذابك يا فهد.
- الناس ناموا وأنا أسهر.
- قلبي معك.